# Marie de Coucy
Marie de Coucy, född omkring 1218, död 1285, var genom sitt äktenskap med Alexander II drottning av Skottland 1239–1249.

## Biografi
Marie de Coucy var dotter till den franske greven Enguerrand III av Coucy och Marie de Montmirel. Hennes äktenskap arrangerades som en allians mellan Coucy och Skottland, och under resten av 1200-talet utbytte de två staterna pengar och soldater. Giftermålet ägde rum den 15 maj 1239.
Marie de Coucy blev änka 6 juli 1249, och 1251 återvände hon till Picardie där hon bosatte sig, även om hon ofta återvände till Skottland på besök. Hon gifte om sig före 1257 med Jean de Brienne, men fick inga barn med honom. Hon gjorde en pilgrimsfärd till Canterbury 1275–1276.